# Phostria lophophoralis
Phostria lophophoralis là một loài bướm đêm trong họ Crambidae.